# Samserydssjön
Samserydssjön är en sjö i Gislaveds kommun i Småland och ingår i Nissans huvudavrinningsområde. Sjön är 7 meter djup, har en yta på 0,697 kvadratkilometer och befinner sig 139,3 meter över havet. Vid provfiske har bland annat abborre, braxen, gädda och karpfisk (obestämd) fångats i sjön.

## Delavrinningsområde
Samserydssjön ingår i det delavrinningsområde (633359-134751) som SMHI kallar för Ovan 633068-134614. Medelhöjden är 148 meter över havet och ytan är 50,66 kvadratkilometer. Räknas de 6 delavrinningsområdena uppströms in blir den ackumulerade arean 116,57 kvadratkilometer. Österån som avvattnar avrinningsområdet har biflödesordning 3, vilket innebär att vattnet flödar genom totalt 3 vattendrag innan det når havet efter 66 kilometer. Delavrinningsområdet består mestadels av skog (63 procent) och jordbruk (16 procent). Avrinningsområdet har 0,69 kvadratkilometer vattenytor vilket ger det en sjöprocent på 1,4 procent. Bebyggelsen i området täcker en yta av 0,62 kvadratkilometer eller 1 procent av avrinningsområdet.

## Fisk
Vid provfiske har följande fisk fångats i sjön:
- Abborre
- Braxen
- Gädda
- Karpfisk obestämd
- Mört
- Sutare